# Hesse Renano

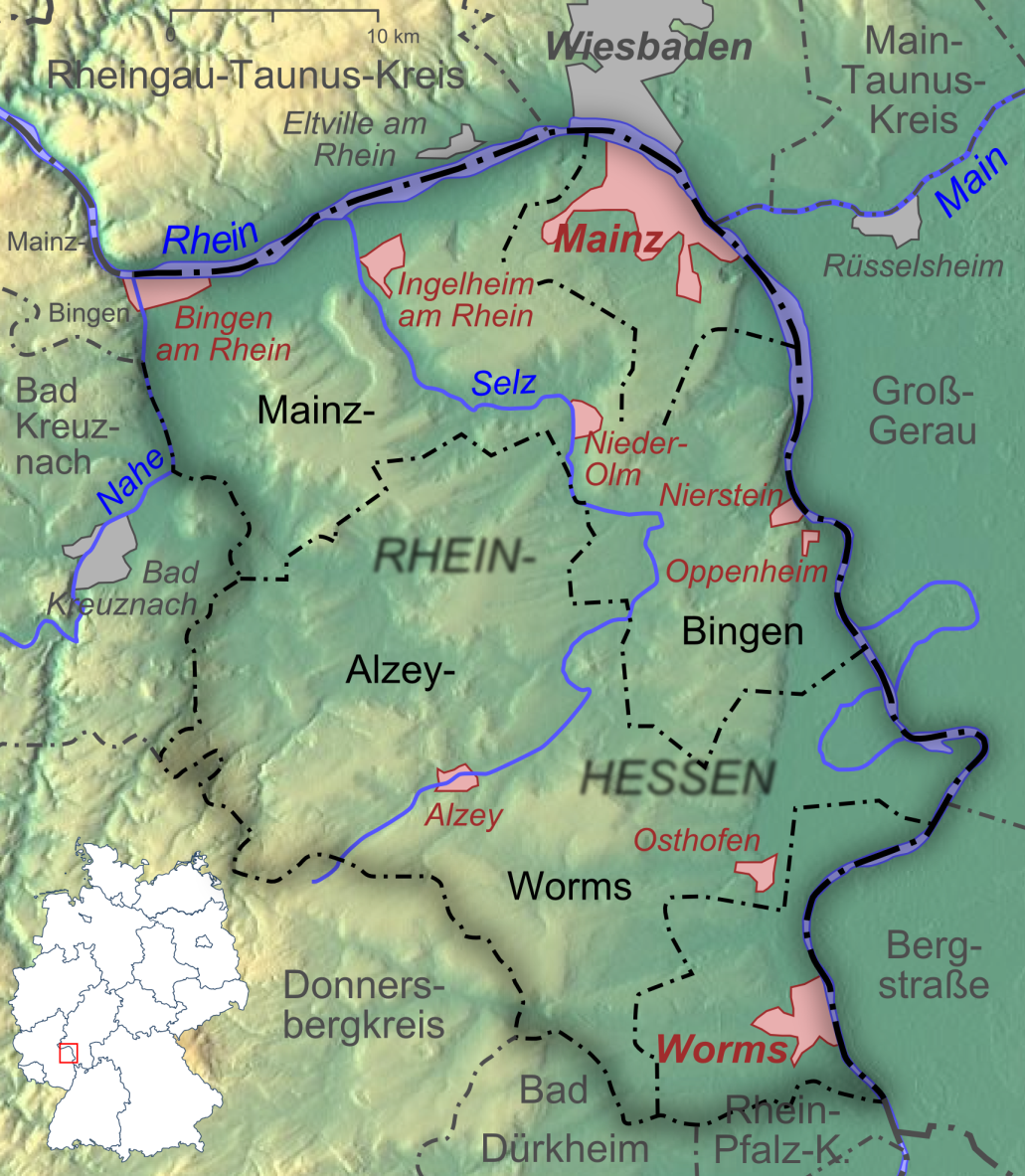

Hesse Renano (em alemão: Rheinhessen) é uma região no estado alemão de Renânia-Palatinado. O nome da região tem a sua origem no grão-ducado de Hesse do qual ela fez parte antes da Primeira Guerra Mundial e no Estado Popular de Hesse do qual ela fez parte antes da Segunda Guerra Mundial. Quando os novos estados foram criados depois da Segunda Guerra Mundial a parte do antigo Estado Popular de Hesse no lado esquerdo do Rio Reno foi integrada no estado de Renânia-Palatinado. A parte maior do antigo Estado Popular de Hesse, que ficava no lado direito do Rio Reno, formou o novo estado de Hesse, junto com as antigas províncias prussianas de Kurhessen e Nassau.
A maior cidade da região é Mogúncia, que é a capital do estado ao mesmo tempo. Outras cidades importantes são Worms, Bingen e Alzey. O Hesse Renano é a maior região vinícola da Alemanha. Quase 20% (263,3 km²) da superfície total da região são usados pela vinicultura.